# Ceux qu'on était
Ceux qu'on était est une chanson interprétée par Pierre Garnier, écrite et composée en collaboration avec Daisy Berthenet et Joseph Kamel, et sortie en 2024.

## Historique
Le single sort le 7 février 2024 et devient numéro 1 des ventes en moins de 24 heures.
Une version acoustique sort le 23 février 2024, suivie d'une version piano-voix le 27 mars 2024,.
Ceux qu'on était remporte la Chanson francophone de l'année 2024 et la Victoire de la chanson originale 2025

## Accueil
Le 27 février 2024, le titre est certifié single d'or par le SNEP, deux semaines après sa sortie officielle.
Il devient single de platine le 25 mars 2024 et single de diamant le 13 mai 2024,.

## Clip
Le clip est tourné en Espagne durant la semaine du 12 février 2024 et sort le 22 mars 2024.

## Paroles
Je sais c'que tu vas dire, que c'est pas à cause de moi 
Mais t'es prête à partir, et tout est rangé déjà
Y a plus qu'des affaires à moi
J'vais pas te retenir, j'l'ai déjà fait trop de fois
Et comme dernier souvenir, je n'veux pas de celui-là
Pas celui où tu t'en vas

J'aimerais garder le meilleur de ceux qu'on était
Et je sais qu'ailleurs t'iras chercher
Un peu de ce que je ne t'ai pas donné
Je vais garder le meilleur de ceux qu'on était
Et c'est pas grave si tu vas chercher
Un peu de ce que je ne t'ai pas donné, pas donné
S'il fallait recommencer, je crois que je n'changerais rien
De nous j'ai tout aimé, même quand ça s'passait pas bien
T'avais de l'or dans les mains

J'aimerais garder le meilleur de ceux qu'on était
Et je sais qu'ailleurs t'iras chercher
Un peu de ce que je ne t'ai pas donné
Je vais garder le meilleur de ceux qu'on était
Et c'est pas grave si tu vas chercher
Un peu de ce que je ne t'ai pas donné
On se regarde, peut-être pour la dernière fois
Et sans se parler, c'est comme un dernier au revoir
J'aimerais garder le meilleur de ceux qu'on était
Et je sais qu'ailleurs t'iras chercher
Un peu de ce que je ne t'ai pas donné
Je vais garder (Je vais garder) le meilleur de ceux qu'on était
Et c'est pas grave si tu vas chercher (Ailleurs t'iras chercher)
Un peu de ce que je ne t'ai pas donné, pas donné

Le meilleur de ceux qu'on était
Le meilleur de ceux qu'on était